# Lago Nidzkie
Il lago Nidzkie è un lago della Polonia.